# Kommunalskatt
Kommunalskatt är i Sverige en skatt som tas ut av kommuner och regioner. Den kommunala inkomstskatten är i sig platt, men jobbskatteavdraget gör den i realiteten progressiv. Skatten betalas sedan mitten av 1980-talet endast av fysiska personer.
Den kommunala inkomstskatten består av två delar: skatt till kommun och skatt till region (tidigare landsting). 
Kommunalskatten bestod tidigare av tre delar: skatt till borgerlig kommun (primärkommun), landsting (sekundärkommun) och till kyrklig kommun (församling). Från och med år 2000 ingår inte någon kyrkoskatt i kommunalskatten. I stället betalar de som tillhör Svenska kyrkan en kyrkoavgift (eller medlemsavgift till något annat av de trossamfund som Skatteverket sköter insamlingen åt). Därutöver betalar alla en begravningsavgift.
Sedan 2019 betalas även en public service-avgift.
Den genomsnittliga kommunalskatten (inklusive regionskatt, exklusive begravningsavgift och public service-avgift) uppgår 2021 till 32,27 procent, en sänkning med 0,1 procent från 2020. Skattesatsen anges ofta i kronor per intjänad hundralapp, kallad skattekrona.

## Kommunalskatt (år 2012)
Siffrorna är hämtade den 18 januari 2012.
| Kommun                  | Tillhör län          | %     |
| ----------------------- | -------------------- | ----- |
| Upplands Väsby kommun   | Stockholms län       | 31,28 |
| Vallentuna kommun       | Stockholms län       | 31,08 |
| Österåkers kommun       | Stockholms län       | 31,00 |
| Värmdö kommun           | Stockholms län       | 32,23 |
| Järfälla kommun         | Stockholms län       | 30,73 |
| Ekerö kommun            | Stockholms län       | 31,33 |
| Huddinge kommun         | Stockholms län       | 32,05 |
| Botkyrka kommun         | Stockholms län       | 32,23 |
| Salem kommun            | Stockholms län       | 32,00 |
| Haninge kommun          | Stockholms län       | 31,88 |
| Tyresö kommun           | Stockholms län       | 31,58 |
| Upplands-Bro kommun     | Stockholms län       | 31,68 |
| Nykvarns kommun         | Stockholms län       | 32,05 |
| Täby kommun             | Stockholms län       | 29,73 |
| Danderyds kommun        | Stockholms län       | 29,45 |
| Sollentuna kommun       | Stockholms län       | 30,30 |
| Stockholms kommun       | Stockholms län       | 29,58 |
| Södertälje kommun       | Stockholms län       | 32,23 |
| Nacka kommun            | Stockholms län       | 30,71 |
| Sundbybergs kommun      | Stockholms län       | 31,13 |
| Solna kommun            | Stockholms län       | 29,22 |
| Lidingö kommun          | Stockholms län       | 30,72 |
| Vaxholms kommun         | Stockholms län       | 31,88 |
| Norrtälje kommun        | Stockholms län       | 32,22 |
| Sigtuna kommun          | Stockholms län       | 32,08 |
| Nynäshamns kommun       | Stockholms län       | 31,93 |
| Håbo kommun             | Uppsala län          | 32,20 |
| Älvkarleby kommun       | Uppsala län          | 33,05 |
| Knivsta kommun          | Uppsala län          | 31,77 |
| Heby kommun             | Uppsala län          | 33,36 |
| Tierps kommun           | Uppsala län          | 31,85 |
| Uppsala kommun          | Uppsala län          | 31,70 |
| Enköpings kommun        | Uppsala län          | 31,70 |
| Östhammars kommun       | Uppsala län          | 32,55 |
| Vingåkers kommun        | Södermanlands län    | 32,90 |
| Gnesta kommun           | Södermanlands län    | 32,35 |
| Nyköpings kommun        | Södermanlands län    | 31,65 |
| Oxelösunds kommun       | Södermanlands län    | 32,45 |
| Flens kommun            | Södermanlands län    | 32,50 |
| Katrineholms kommun     | Södermanlands län    | 32,35 |
| Eskilstuna kommun       | Södermanlands län    | 32,35 |
| Strängnäs kommun        | Södermanlands län    | 31,90 |
| Trosa kommun            | Södermanlands län    | 31,43 |
| Ödeshögs kommun         | Östergötlands län    | 31,65 |
| Ydre kommun             | Östergötlands län    | 31,75 |
| Kinda kommun            | Östergötlands län    | 31,00 |
| Boxholms kommun         | Östergötlands län    | 31,84 |
| Åtvidabergs kommun      | Östergötlands län    | 32,00 |
| Finspångs kommun        | Östergötlands län    | 32,20 |
| Valdemarsviks kommun    | Östergötlands län    | 32,00 |
| Linköpings kommun       | Östergötlands län    | 30,25 |
| Norrköpings kommun      | Östergötlands län    | 31,30 |
| Söderköpings kommun     | Östergötlands län    | 31,20 |
| Motala kommun           | Östergötlands län    | 31,25 |
| Vadstena kommun         | Östergötlands län    | 31,10 |
| Mjölby kommun           | Östergötlands län    | 31,00 |
| Aneby kommun            | Jönköpings län       | 32,90 |
| Gnosjö kommun           | Jönköpings län       | 32,80 |
| Mullsjö kommun          | Jönköpings län       | 32,65 |
| Habo kommun             | Jönköpings län       | 32,33 |
| Gislaveds kommun        | Jönköpings län       | 32,65 |
| Vaggeryds kommun        | Jönköpings län       | 32,00 |
| Jönköpings kommun       | Jönköpings län       | 32,15 |
| Nässjö kommun           | Jönköpings län       | 32,45 |
| Värnamo kommun          | Jönköpings län       | 31,75 |
| Sävsjö kommun           | Jönköpings län       | 32,58 |
| Vetlanda kommun         | Jönköpings län       | 32,17 |
| Eksjö kommun            | Jönköpings län       | 32,57 |
| Tranås kommun           | Jönköpings län       | 32,22 |
| Uppvidinge kommun       | Kronobergs län       | 32,65 |
| Lessebo kommun          | Kronobergs län       | 32,85 |
| Tingsryds kommun        | Kronobergs län       | 32,11 |
| Alvesta kommun          | Kronobergs län       | 32,46 |
| Älmhults kommun         | Kronobergs län       | 31,25 |
| Markaryds kommun        | Kronobergs län       | 31,65 |
| Växjö kommun            | Kronobergs län       | 31,31 |
| Ljungby kommun          | Kronobergs län       | 31,61 |
| Högsby kommun           | Kalmar län           | 32,58 |
| Torsås kommun           | Kalmar län           | 32,30 |
| Mörbylånga kommun       | Kalmar län           | 32,28 |
| Hultsfreds kommun       | Kalmar län           | 32,78 |
| Mönsterås kommun        | Kalmar län           | 32,28 |
| Emmaboda kommun         | Kalmar län           | 32,08 |
| Kalmar kommun           | Kalmar län           | 32,68 |
| Nybro kommun            | Kalmar län           | 32,70 |
| Oskarshamns kommun      | Kalmar län           | 32,38 |
| Västerviks kommun       | Kalmar län           | 32,03 |
| Vimmerby kommun         | Kalmar län           | 32,73 |
| Borgholms kommun        | Kalmar län           | 32,45 |
| Gotlands kommun         | Gotlands län         | 33,10 |
| Olofströms kommun       | Blekinge län         | 33,35 |
| Karlskrona kommun       | Blekinge län         | 32,70 |
| Ronneby kommun          | Blekinge län         | 33,55 |
| Karlshamns kommun       | Blekinge län         | 33,40 |
| Sölvesborgs kommun      | Blekinge län         | 33,46 |
| Svalövs kommun          | Skåne län            | 30,88 |
| Staffanstorps kommun    | Skåne län            | 29,18 |
| Burlövs kommun          | Skåne län            | 30,48 |
| Vellinge kommun         | Skåne län            | 28,89 |
| Östra Göinge kommun     | Skåne län            | 31,50 |
| Örkelljunga kommun      | Skåne län            | 29,15 |
| Bjuvs kommun            | Skåne län            | 31,28 |
| Kävlinge kommun         | Skåne län            | 28,90 |
| Lomma kommun            | Skåne län            | 29,63 |
| Svedala kommun          | Skåne län            | 30,63 |
| Skurups kommun          | Skåne län            | 30,41 |
| Sjöbo kommun            | Skåne län            | 30,81 |
| Hörby kommun            | Skåne län            | 30,87 |
| Höörs kommun            | Skåne län            | 31,32 |
| Tomelilla kommun        | Skåne län            | 31,00 |
| Bromölla kommun         | Skåne län            | 32,15 |
| Osby kommun             | Skåne län            | 32,15 |
| Perstorps kommun        | Skåne län            | 30,95 |
| Klippans kommun         | Skåne län            | 30,40 |
| Åstorps kommun          | Skåne län            | 30,68 |
| Båstads kommun          | Skåne län            | 30,62 |
| Malmö kommun            | Skåne län            | 31,23 |
| Lunds kommun            | Skåne län            | 31,23 |
| Landskrona kommun       | Skåne län            | 30,63 |
| Helsingborgs kommun     | Skåne län            | 30,60 |
| Höganäs kommun          | Skåne län            | 30,12 |
| Eslövs kommun           | Skåne län            | 30,13 |
| Ystads kommun           | Skåne län            | 30,50 |
| Trelleborgs kommun      | Skåne län            | 30,75 |
| Kristianstad kommun     | Skåne län            | 31,25 |
| Simrishamns kommun      | Skåne län            | 30,90 |
| Ängelholms kommun       | Skåne län            | 29,43 |
| Hässleholms kommun      | Skåne län            | 31,00 |
| Hylte kommun            | Hallands län         | 31,87 |
| Halmstads kommun        | Hallands län         | 30,85 |
| Laholms kommun          | Hallands län         | 31,00 |
| Falkenbergs kommun      | Hallands län         | 31,52 |
| Varbergs kommun         | Hallands län         | 30,75 |
| Kungsbacka kommun       | Hallands län         | 31,75 |
| Härryda kommun          | Västra Götalands län | 31,50 |
| Partille kommun         | Västra Götalands län | 30,84 |
| Öckerö kommun           | Västra Götalands län | 31,64 |
| Stenungsunds kommun     | Västra Götalands län | 32,52 |
| Tjörns kommun           | Västra Götalands län | 32,09 |
| Orusts kommun           | Västra Götalands län | 32,84 |
| Sotenäs kommun          | Västra Götalands län | 32,19 |
| Munkedals kommun        | Västra Götalands län | 33,21 |
| Tanums kommun           | Västra Götalands län | 32,44 |
| Dals-Eds kommun         | Västra Götalands län | 34,09 |
| Färgelanda kommun       | Västra Götalands län | 33,64 |
| Ale kommun              | Västra Götalands län | 32,75 |
| Lerums kommun           | Västra Götalands län | 31,53 |
| Vårgårda kommun         | Västra Götalands län | 32,09 |
| Bollebygds kommun       | Västra Götalands län | 32,47 |
| Grästorps kommun        | Västra Götalands län | 32,45 |
| Essunga kommun          | Västra Götalands län | 32,45 |
| Karlsborgs kommun       | Västra Götalands län | 31,95 |
| Gullspångs kommun       | Västra Götalands län | 33,37 |
| Tranemo kommun          | Västra Götalands län | 31,45 |
| Bengtsfors kommun       | Västra Götalands län | 33,30 |
| Melleruds kommun        | Västra Götalands län | 33,48 |
| Lilla Edets kommun      | Västra Götalands län | 33,25 |
| Marks kommun            | Västra Götalands län | 32,09 |
| Svenljunga kommun       | Västra Götalands län | 32,15 |
| Herrljunga kommun       | Västra Götalands län | 33,04 |
| Vara kommun             | Västra Götalands län | 32,15 |
| Götene kommun           | Västra Götalands län | 32,65 |
| Tibro kommun            | Västra Götalands län | 31,59 |
| Töreboda kommun         | Västra Götalands län | 31,85 |
| Göteborgs kommun        | Västra Götalands län | 32,00 |
| Mölndals kommun         | Västra Götalands län | 31,14 |
| Kungälvs kommun         | Västra Götalands län | 32,32 |
| Lysekils kommun         | Västra Götalands län | 32,94 |
| Uddevalla kommun        | Västra Götalands län | 32,54 |
| Strömstads kommun       | Västra Götalands län | 32,79 |
| Vänersborgs kommun      | Västra Götalands län | 33,09 |
| Trollhättans kommun     | Västra Götalands län | 31,84 |
| Alingsås kommun         | Västra Götalands län | 32,24 |
| Borås kommun            | Västra Götalands län | 31,94 |
| Ulricehamns kommun      | Västra Götalands län | 31,93 |
| Åmåls kommun            | Västra Götalands län | 33,34 |
| Mariestads kommun       | Västra Götalands län | 32,14 |
| Lidköpings kommun       | Västra Götalands län | 31,74 |
| Skara kommun            | Västra Götalands län | 31,45 |
| Skövde kommun           | Västra Götalands län | 31,44 |
| Hjo kommun              | Västra Götalands län | 32,45 |
| Tidaholms kommun        | Västra Götalands län | 32,20 |
| Falköpings kommun       | Västra Götalands län | 32,48 |
| Kils kommun             | Värmlands län        | 33,60 |
| Eda kommun              | Värmlands län        | 33,45 |
| Torsby kommun           | Värmlands län        | 33,70 |
| Storfors kommun         | Värmlands län        | 33,70 |
| Hammarö kommun          | Värmlands län        | 33,30 |
| Munkfors kommun         | Värmlands län        | 33,70 |
| Forshaga kommun         | Värmlands län        | 33,55 |
| Grums kommun            | Värmlands län        | 33,60 |
| Årjängs kommun          | Värmlands län        | 33,15 |
| Sunne kommun            | Värmlands län        | 33,00 |
| Karlstads kommun        | Värmlands län        | 32,95 |
| Kristinehamns kommun    | Värmlands län        | 33,65 |
| Filipstads kommun       | Värmlands län        | 33,20 |
| Hagfors kommun          | Värmlands län        | 33,70 |
| Arvika kommun           | Värmlands län        | 32,10 |
| Säffle kommun           | Värmlands län        | 33,20 |
| Lekebergs kommun        | Örebro län           | 32,48 |
| Laxå kommun             | Örebro län           | 33,23 |
| Hallsbergs kommun       | Örebro län           | 32,10 |
| Degerfors kommun        | Örebro län           | 33,35 |
| Hällefors kommun        | Örebro län           | 33,10 |
| Ljusnarsbergs kommun    | Örebro län           | 32,10 |
| Örebro kommun           | Örebro län           | 31,90 |
| Kumla kommun            | Örebro län           | 31,10 |
| Askersunds kommun       | Örebro län           | 32,40 |
| Karlskoga kommun        | Örebro län           | 33,05 |
| Nora kommun             | Örebro län           | 32,80 |
| Lindesbergs kommun      | Örebro län           | 32,35 |
| Skinnskattebergs kommun | Västmanlands län     | 32,89 |
| Surahammars kommun      | Västmanlands län     | 32,69 |
| Kungsörs kommun         | Västmanlands län     | 32,41 |
| Hallstahammars kommun   | Västmanlands län     | 32,19 |
| Norbergs kommun         | Västmanlands län     | 33,04 |
| Västerås kommun         | Västmanlands län     | 30,74 |
| Sala kommun             | Västmanlands län     | 32,69 |
| Fagersta kommun         | Västmanlands län     | 32,49 |
| Köpings kommun          | Västmanlands län     | 32,54 |
| Arboga kommun           | Västmanlands län     | 32,24 |
| Vansbro kommun          | Dalarnas län         | 33,43 |
| Malung-Sälens kommun    | Dalarnas län         | 33,20 |
| Gagnefs kommun          | Dalarnas län         | 33,38 |
| Leksands kommun         | Dalarnas län         | 32,95 |
| Rättviks kommun         | Dalarnas län         | 32,95 |
| Orsa kommun             | Dalarnas län         | 33,55 |
| Älvdalens kommun        | Dalarnas län         | 33,45 |
| Smedjebackens kommun    | Dalarnas län         | 33,59 |
| Mora kommun             | Dalarnas län         | 33,47 |
| Falu kommun             | Dalarnas län         | 33,20 |
| Borlänge kommun         | Dalarnas län         | 33,55 |
| Säters kommun           | Dalarnas län         | 33,45 |
| Hedemora kommun         | Dalarnas län         | 33,30 |
| Avesta kommun           | Dalarnas län         | 33,10 |
| Ludvika kommun          | Dalarnas län         | 33,20 |
| Ockelbo kommun          | Gävleborgs län       | 33,97 |
| Hofors kommun           | Gävleborgs län       | 34,32 |
| Ovanåkers kommun        | Gävleborgs län       | 33,07 |
| Nordanstigs kommun      | Gävleborgs län       | 33,57 |
| Ljusdals kommun         | Gävleborgs län       | 33,57 |
| Gävle kommun            | Gävleborgs län       | 32,72 |
| Sandvikens kommun       | Gävleborgs län       | 32,82 |
| Söderhamns kommun       | Gävleborgs län       | 32,87 |
| Bollnäs kommun          | Gävleborgs län       | 32,07 |
| Hudiksvalls kommun      | Gävleborgs län       | 32,82 |
| Ånge kommun             | Västernorrlands län  | 34,02 |
| Timrå kommun            | Västernorrlands län  | 33,33 |
| Härnösands kommun       | Västernorrlands län  | 34,03 |
| Sundsvalls kommun       | Västernorrlands län  | 33,28 |
| Kramfors kommun         | Västernorrlands län  | 33,83 |
| Sollefteå kommun        | Västernorrlands län  | 34,08 |
| Örnsköldsviks kommun    | Västernorrlands län  | 32,78 |
| Ragunda kommun          | Jämtlands län        | 34,17 |
| Bräcke kommun           | Jämtlands län        | 33,92 |
| Krokoms kommun          | Jämtlands län        | 33,12 |
| Strömsunds kommun       | Jämtlands län        | 33,67 |
| Åre kommun              | Jämtlands län        | 33,17 |
| Bergs kommun            | Jämtlands län        | 33,47 |
| Härjedalens kommun      | Jämtlands län        | 33,42 |
| Östersunds kommun       | Jämtlands län        | 32,97 |
| Nordmalings kommun      | Västerbottens län    | 33,55 |
| Bjurholms kommun        | Västerbottens län    | 33,40 |
| Vindelns kommun         | Västerbottens län    | 33,40 |
| Robertsfors kommun      | Västerbottens län    | 33,40 |
| Norsjö kommun           | Västerbottens län    | 33,65 |
| Malå kommun             | Västerbottens län    | 33,65 |
| Storumans kommun        | Västerbottens län    | 33,40 |
| Sorsele kommun          | Västerbottens län    | 33,40 |
| Dorotea kommun          | Västerbottens län    | 33,40 |
| Vännäs kommun           | Västerbottens län    | 33,40 |
| Vilhelmina kommun       | Västerbottens län    | 33,70 |
| Åsele kommun            | Västerbottens län    | 33,40 |
| Umeå kommun             | Västerbottens län    | 33,10 |
| Lycksele kommun         | Västerbottens län    | 33,35 |
| Skellefteå kommun       | Västerbottens län    | 32,90 |
| Arvidsjaurs kommun      | Norrbottens län      | 32,48 |
| Arjeplogs kommun        | Norrbottens län      | 33,68 |
| Jokkmokks kommun        | Norrbottens län      | 32,63 |
| Överkalix kommun        | Norrbottens län      | 32,98 |
| Kalix kommun            | Norrbottens län      | 32,73 |
| Övertorneå kommun       | Norrbottens län      | 31,93 |
| Pajala kommun           | Norrbottens län      | 32,88 |
| Gällivare kommun        | Norrbottens län      | 32,73 |
| Älvsbyns kommun         | Norrbottens län      | 32,63 |
| Luleå kommun            | Norrbottens län      | 32,68 |
| Piteå kommun            | Norrbottens län      | 32,43 |
| Bodens kommun           | Norrbottens län      | 32,53 |
| Haparanda kommun        | Norrbottens län      | 32,68 |
| Kiruna kommun           | Norrbottens län      | 33,23 |